# Betma
Betma is een nagar panchayat (plaats) in het district Indore van de Indiase staat Madhya Pradesh. 

## Demografie
Volgens de Indiase volkstelling van 2001 wonen er 12.529 mensen in Betma, waarvan 51% mannelijk en 49% vrouwelijk is. De plaats heeft een alfabetiseringsgraad van 63%. 